# El hermano de otra serie
El hermano de otra serie, llamado Brother from Another Series en la versión original, es un episodio perteneciente a la octava temporada de la serie animada Los Simpson, estrenado originalmente el 23 de febrero de 1997. Sideshow Bob es liberado de prisión y puesto bajo la custodia de su hermano Cecil, y dice ser un hombre nuevo. Sin embargo, Bart no le cree y trata de encontrar cuál era el plan de Bob. Fue el primer episodio dirigido por Pete Michels y fue escrito por Ken Keeler. Las estrellas invitadas fueron Kelsey Grammer, en su sexta personificación de Sideshow Bob, y David Hyde Pierce como Cecil. El título no es sólo una referencia de la película The Brother from Another Planet, sino también una referencia del hecho de que los invitados Kelsey Grammer (Frasier Crane) y David Hyde Pierce (Niles Crane) hacen el papel de hermanos en la serie de comedia Frasier.

## Sinopsis

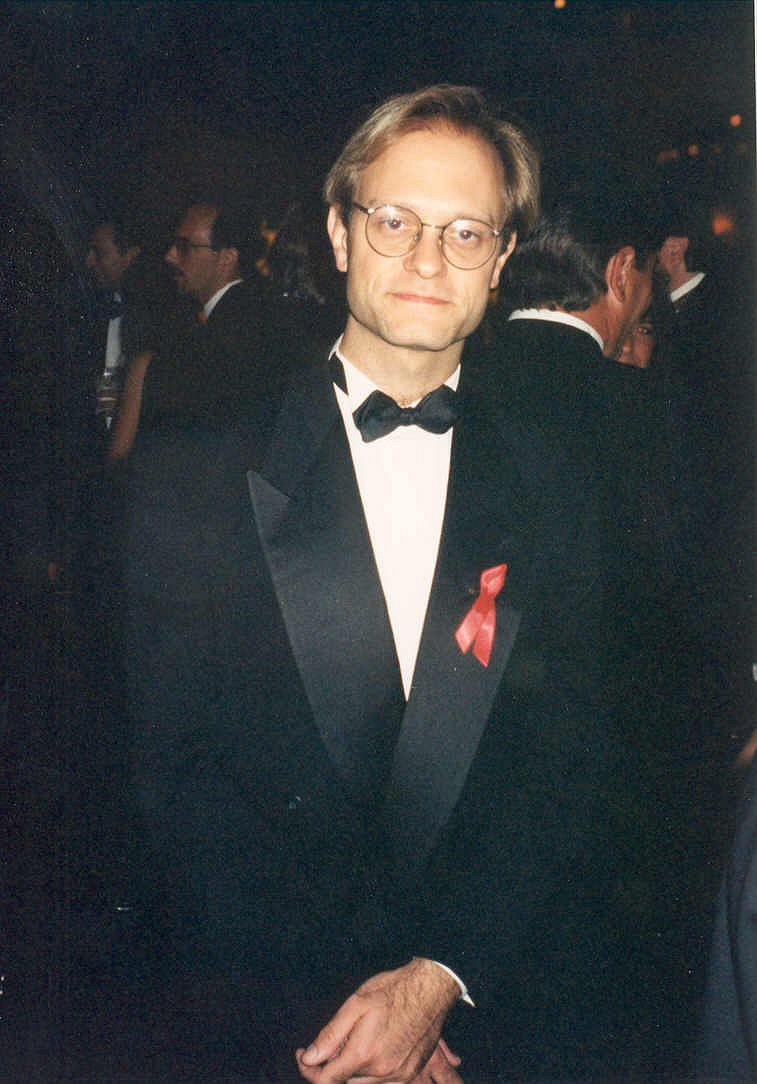
El actor David Hyde Pierce dio voz a Cecil Terwilliger en este episodio.

Todo comienza cuando Sideshow Bob es dejado en libertad, ya que supuestamente era un hombre nuevo, cambiado y bueno, a pesar de las protestas de Bart, que aún sigue odiándole. Bob es encargado a su hermano Cecil, quien es el jefe de construcción de la planta procesadora de agua de Springfield. Los hermanos no se hablaban desde hacía mucho tiempo, ya que el sueño de Cecil siempre había sido convertirse en ayudante de Krusty el Payaso, hecho que accidentalmente había logrado Bob. 
Cecil y Bob planeaban construir la presa de agua sobre un río de la ciudad y Bart, creyendo que Bob sigue siendo malvado, lo persigue a donde quiera que vaya. Bob comienza a hartarse de las investigaciones de Bart así como de sus obreros, que eran muy incompetentes, y cada día se enfadaba más, aunque en el fondo había cambiado verdaderamente. 
Mientras tanto, Bart le pide ayuda a Lisa para buscar en qué estaba metido Sideshow Bob. Ambos van a su remolque en la represa en construcción, y descubren un maletín lleno de dinero, evidentemente robado de los fondos para los sueldos de los empleados y los materiales para construir. Pronto, los niños son descubiertos por Bob, y tras correr y perseguirse durante un rato dentro de la presa, el exconvicto los acorrala. Bart y Lisa enfrentan a Bob mostrándole el dinero, pero él niega tener algo que ver en el asunto. Cecil, en ese momento, aparece y revela que él había robado los fondos para la construcción, y que planeaba hacer explotar la instalación (con Bob y los niños adentro) para destruir la evidencia de los materiales faltantes. 
Bob ayuda a Bart y Lisa a escapar y los tres intentan evitar que Cecil explote la presa y, con ella, gran parte de Springfield. Bart, después de encontrar a Cecil, salta sobre él para detenerlo, pero el hermano de Bob logra tirarlo por un precipicio. Bob, viendo a Bart en peligro, se arroja sujetándose con un cable para rescatarlo, y lo logra tras unos problemas. Finalmente, corta los cables, salva la vida del niño y llama a la policía. Cuando los oficiales llegan, Cecil es arrestado, pero el jefe Wiggum decide encarcelar también a Bob, ya que pensaba que él había planeado todo. Después ambos son llevados en la patrulla y la presa se rompe. El agua inunda la ciudad, aunque no causa demasiados daños.
Bob y Cecil son llevados a la cárcel y encerrados en la misma celda, en donde compiten por quién usaría la cama de más arriba. Finalmente, Bob obtiene lo que quiere, y no le habla más a su hermano.

## Producción
El episodio fue escrito por Ken Keeler, quien había visto varios episodios de Frasier en esos momentos y se le había asignado escribir un episodio de Sideshow Bob, pensó que sería buena idea unir a los dos personajes de la serie. Pierce fue elegido para hacer la voz del hermano de Bob, causando que Pierce diga en broma: "Normalmente, no haría algo como esto. Pero ¿cuántas veces tienes la oportunidad de trabajar con un actor como Kelsey Grammer y, más importante aún, personificar a su hermano?" Mientras Sideshow Bob habla a la multitud, un hombre ubicado detrás de él levanta la mano y dice "tal vez"; esto también lo grabó David Hyde Pierce, quien quería hacer la voz de un hombre de la multitud.
Una versión previa del episodio incluía una explosión en un teatro de ópera, la cual fue cambiada porque los escritores pensaron que usar una presa sería más emocionante. Un elemento que se repetía en los episodios de Sideshow Bob era hacer un repaso sobre sus anteriores apariciones, por si el espectador no recordaba quién era. El libreto original fue revisado por los productores de Frasier para que se asegurasen de que estaba bien, y sólo hubo un problema. Había una escena muy breve en la cual Cecil habla con un personaje y la llama "Maris", quien en Frasier es un personaje que nunca se ha visto, por lo que la escena debió ser cortada. Los escritores pasaron mucho tiempo tratando de crear una civilización basada en una presa y eligieron la Cappadocia, que era famosa por sus ciudades subterráneas.
Cecil fue dibujado para recordar a David Hyde Pierce, pero aun así se parece a Bob. Según el director Pete Michels, fue difícil dibujar a Bob y a Cecil de pie uno al lado del otro, porque sus pies son muy grandes. Había una escena en la cual se mostraba a Hans Moleman en su casa, la cual fue cortada, aunque la casa aún puede ser vista en la escena en la cual Cecil arroja a Bart de un precipicio. La secuencia fue cortada para darle lugar a la explicación de por qué Bob regresa a prisión. Ken Keeler dijo que era su escena borrada favorita.

## Referencias culturales

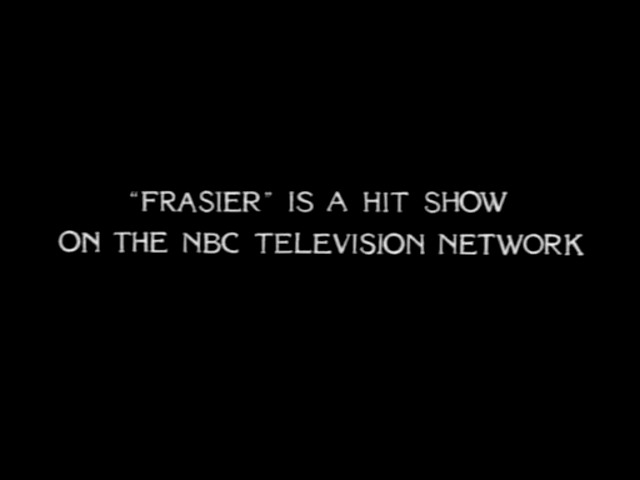